# Partido Social Republicano (Camboya)
El Partido Social Republicano (en jemer: គណបក្សសង្គមសាធារណរដ្ឋ; translit: Sangkum Sathéaranakrâth; en francés: Parti social républicain) también llamado Partido Socio-Republicano o SRP fue un partido político anticomunista de Camboya que ejerció como partido único de facto del régimen pro-estadounidense de la República Jemer durante la guerra civil camboyana. Fue fundado por Lon Nol, jefe de Gobierno del país, en junio de 1972, para las elecciones generales de ese mismo año. El partido obtuvo todos los escaños del legislativo y Lon Nol fue elegido presidente.
El partido se disolvió el 17 de abril de 1975 con la caída de Nom Pen en manos de los Jemeres Rojos.